# Абдуррахман ибн Абдуль-Латиф Аль аш-Шейх
Абду-р-Рахма́н ибн Абду-ль-Лати́ф Аль аш-Шейх (араб. عبد الرحمن بن عبد اللطيف آل الشيخ‎; 1871, Эр-Рияд — 1947, там же) — исламский богослов из рода Аль Шейх, сын Абдуль-Латифа ибн Абдуррахмана, внук Абдуррахмана ибн Хасана и праправнук Мухаммада ибн Абд аль-Ваххаба. Был кадием Саджира, Арвы и аль-Харджа.

## Биография
Абдуррахман ибн Абдуль-Латиф родился в городе Эр-Рияд (Саудовская Аравия) в 1871 году. Когда его отец умер в 1876 году, его опекуном стал старший брат Абдуль-Азиз. Когда ему исполнилось семь лет, он начал обучаться Корану у одного чтеца по имени Абдуррахман ибн Муфайридж и выучил книгу полностью, изучал шариатские науки у своего старшего брата Абдуллаха, шейха Мухаммада ибн Махмуда и шейха Хамда ибн Фариса. Затем он был назначен кадием сначала города Саджир, затем Арвы в 1924 году, когда его эмиром был Джахджах ибн Хумайд.
Абдуррахман ибн Абдуль-Латиф был вместе с королём Абдуль-Азизом Аль Саудом, когда тот взял Мекку в 1925 году. В 1929 году он на короткий период вернулся в Арву, а с 1931 по 1938 годы исполнял обязанности кадия в аль-Хардже. После освобождения от судейской должности он поселился в Эр-Рияде и читал хутбы в Большой соборной мечети.
Абдуррахман ибн Абдуль-Латиф умер в 1947 году (1366 г.х.) в Эр-Рияде.

## Семья
У Абдуррахмана ибн Абдуль-Латифа была четверо сыновей:
- Абдуллах
- Абдуль-Азиз
- Мухаммад
- Хасан